# 齐奇新村
齐奇新村（匈牙利語：Zichyújfalu）是匈牙利费耶尔州所辖的一个村。总面积10.82平方公里，总人口944，人口密度87.25人/平方公里（2011年1月1日）。

## 画廊

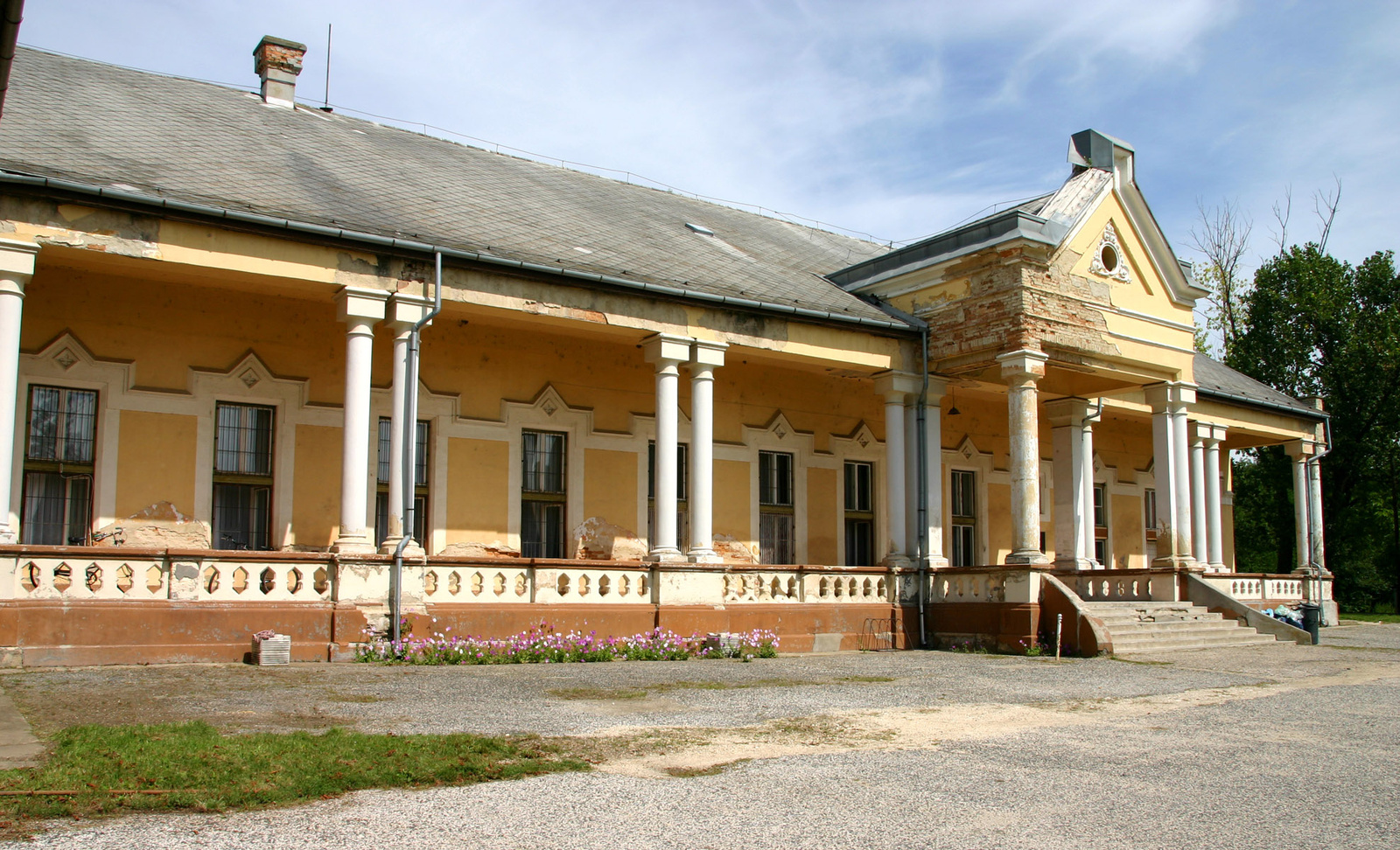
大厦
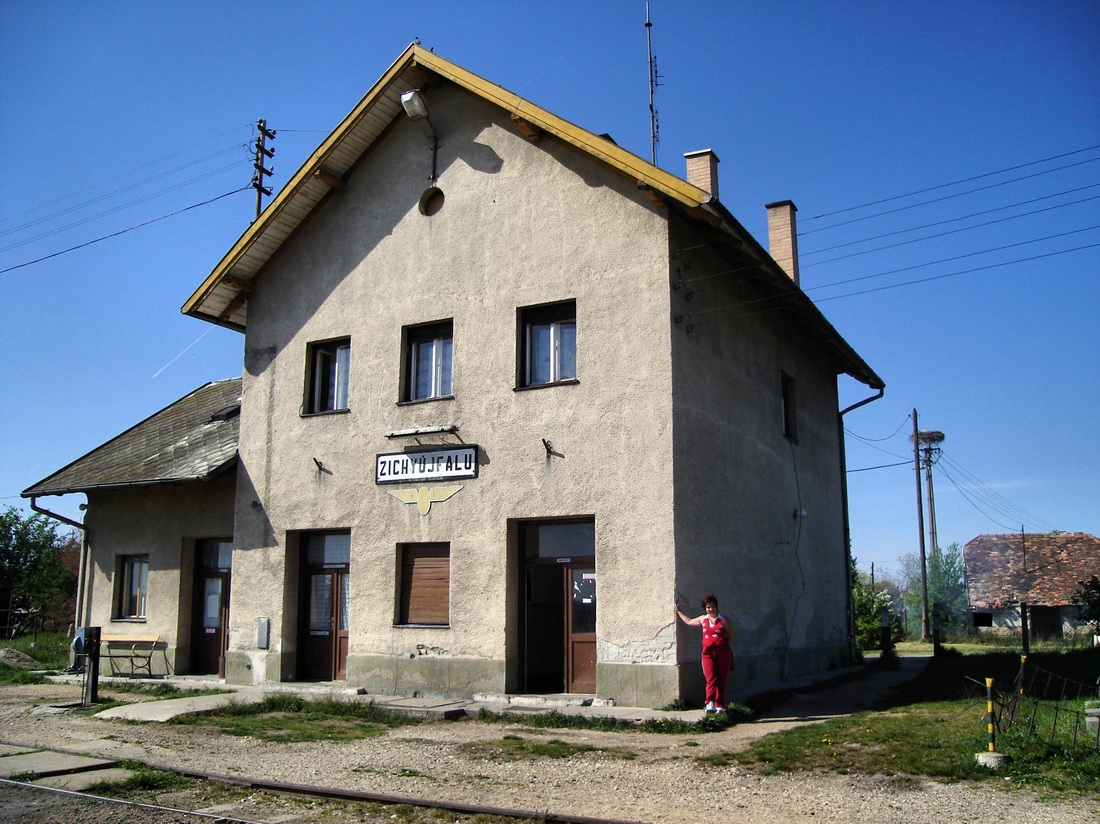
鐵路車站
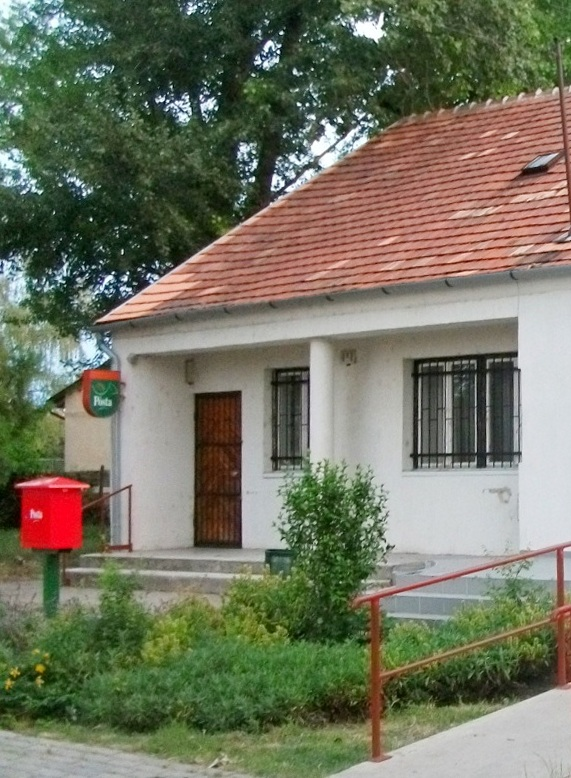
郵政局
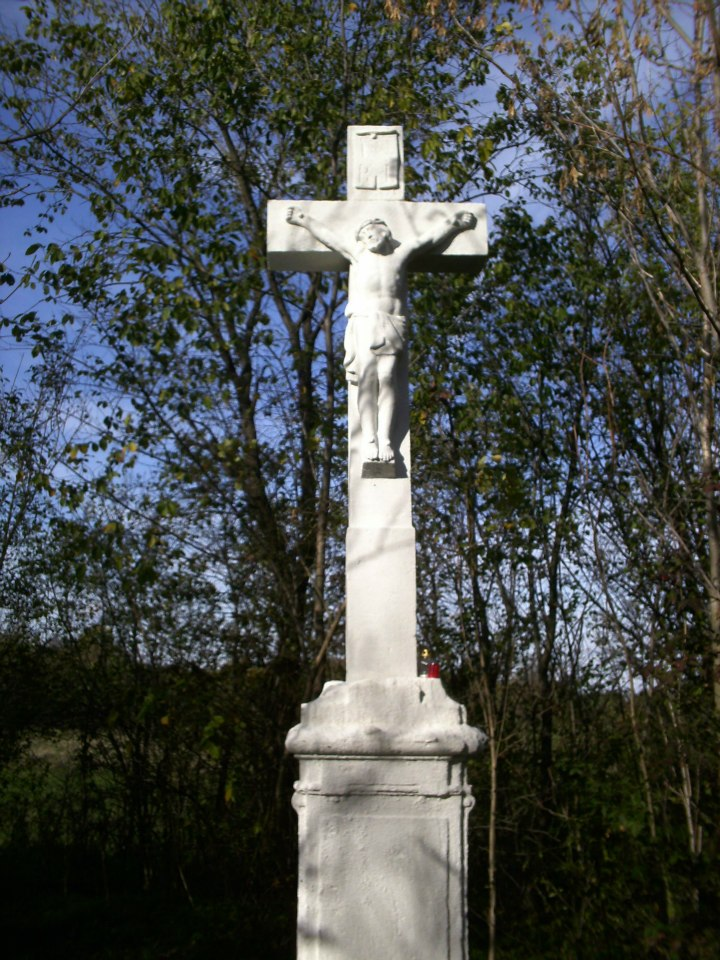
十架苦像(19世纪)